# Liste der Kulturdenkmäler in Bubenhausen (Zweibrücken)
In der Liste der Kulturdenkmäler in Bubenhausen sind alle Kulturdenkmäler im Stadtteil Bubenhausen der rheinland-pfälzischen Stadt Zweibrücken aufgeführt. Grundlage ist die Denkmalliste des Landes Rheinland-Pfalz (Stand: 14. März 2023).

## Denkmalzonen
| Bezeichnung                                            | Lage                                       | Baujahr | Beschreibung                                                  | Bild |
| ------------------------------------------------------ | ------------------------------------------ | ------- | ------------------------------------------------------------- | ---- |
| Denkmalzone Jüdischer Friedhof Bubenhausen-Ernstweiler | Auguste-Schmidt-Straße, hinter Nr. 43 Lage |         | verwildertes Areal mit Gedenkstein, keine Grabsteine erhalten | BW   |

## Einzeldenkmäler
| Bezeichnung    | Lage                                     | Baujahr         | Beschreibung | Bild |
| -------------- | ---------------------------------------- | --------------- | --- | ---- |
| Kriegerdenkmal | Heiligentalstraße, vor dem Friedhof Lage | 20. Jahrhundert | Kriegerdenkmal 1914/18 in Form mittelalterlicher Tumbengrabmäler, Bildhauer Ludwig Rech, Zweibrücken, in Gedenkhalle des Zweiten Weltkriegs | BW   |